# Dênis Marques
Dênis Marques (ur. 22 lutego 1981) – brazylijski piłkarz występujący na pozycji napastnika.

## Kariera klubowa
Od 2002 roku występował w klubach Mogi Mirim, Al Kuwait Kaifan, Athletico Paranaense, Omiya Ardija, CR Flamengo, Santa Cruz i ABC.